# Estação Park Cultury (metro de Moscovo, linha Kolhtsevaia)
Park Cultury (em russo:  Парк культуры) é uma das estações da linha Kolhtsevaia (Linha 5) do Metro de Moscovo, na Rússia. Estação «Park Cultury» está localizada entre as estações «Kievskaia» e «Oktiabrskaia».